# Cocorăștii Mislii
Cocorăștii Mislii község és falu Prahova megyében, Munténiában, Romániában. A hozzá tartozó települések: Goruna és Țipărești.

## Fekvése
A megye középső részén található, a megyeszékhelytől, Ploieștitől, húsz kilométerre északra, a Doftanet és a Mislea patakok mentén. 

## Története
Első írásos említése 1541-ből való.
A 19. század végén a község Prahova megye Vărbilău járásához tartozott és Cocorăștii Mislii, Goruna, Zăvoaia és Gura Cumetrei falvakból állt, 1325 lakossal. Zăvoaia és Gura Cumetrei falvak mára elnéptelenedtek. A község tulajdonában volt egy iskola mely a 19. század utolsó harmadában épült, valamint két templom, egyiket 1851-ben építették Goruna településen Nicolae Țițeiu és Gheorghe tiszteletes adományából, a másikat Cocorăștii Mislii faluban fából készítették. Țipărești falu ekkor a mára már megszűnt Mălăești község irányítása alá tartozott Vărbilău járásban, a falunak ezen időszakban 234 lakosa volt valamint volt egy temploma, melyet 1860-ban szenteltek fel. 
1925-ös évkönyv szerint a község mely ekkor Cocorăștii Mislii, Gorăna és Zăvoaia falvakból állt Prahova járáshoz tartozott, 1729 lakossal. 
1950-ben közigazgatási átszervezés alapján, a Prahova-i régió Câmpina rajonjához került, majd 1952-ben a Ploiești régióhoz csatolták. 
1968-ban ismét megyerendszert vezettek be az országban, a község az újból létrehozott Prahova megye része lett. Ekkor csatolták hozzá a korábban Plopeni község részét képező Țipărești falut is.

## Lakossága
| Nemzetiségek | 2002 | 2002    |
| ------------ | ---- | ------- |
| Románok      | 3474 | 100,00% |
| Összesen     | 3474 | 100,0%  |